# Суліко (пісня)

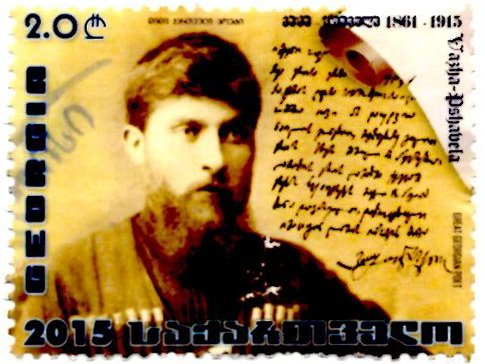
Грузинська марка на честь Акакія Церетелі — автора слів пісні «Суліко»

Суліко (груз. სულიკო) — відома грузинська пісня, написана Акакієм Церетелі й покладена на музику Варінкою Церетелі. Назва походить від грузинського чоловічого й жіночого імені, що означає «душа», «душенька».

## Історія
Вірш уперше був опублікований у 1895 році під авторством Акакія Церетелі в грузинському соціал-демократичному журналі «Квалі» («Борозна»), що виходив у Тбілісі. Музику написала Барбара (Варвара, Варінка) Мачаваріані-Церетелі — дружина родича поета. Спочатку була написана версія для гітари. Дебют перед публікою відбувся в 1898 році. У тому ж році англійська фірма «Фонограф» здійснила перший грамофонний запис, де співала сама Варінка. У 1900 Коте Поцхверашвілі адаптував ноти для фортепіано і чонгурі. У 1905 пісня була виконана в Кутаїському народному театрі.
«Суліко» стала популярною після 1937 року, коли жіночий вокальний ансамбль під диригуванням Авксентія Мегрелідзе представив її ширшій аудиторії на тижні грузинської культури в Москві, видавши пісню за народну. Йосипу Сталіну, який походив з Грузії і на той час був Секретарем ЦК КПРС, сподобалася пісня, що сприяло її розповсюдженню на радіо.

## Переклади

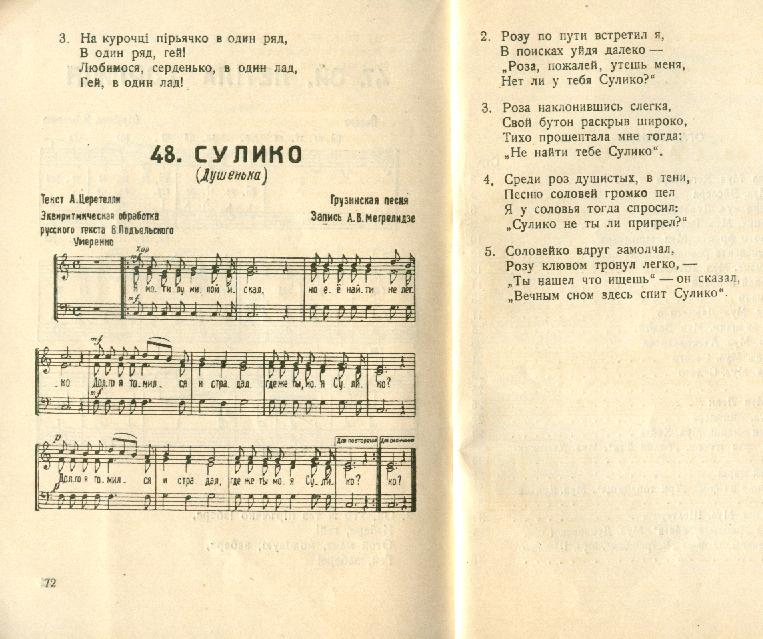
Ноти до пісні «Суліко», 1948 рік.

Українською цю пісню переклав Микола Бажан.
| Грузинською | Українською (пер. М. Бажана)                                                                                       | Українською (сучасний пер.)                                                                                  |
| საყვარლის საფლავს ვეძებდი, ვერ ვნახე!.. დაკარგულიყო!.. გულამოსკვნილი ვტიროდი «სადა ხარ, ჩემო სულიკო?!»                 | Між могил ходив і шукав, Де кохана спить… Не знайти!… І заплакав я, запитав: «Суліко моя, де ж це ти?»             | |
| ეკალში ვარდი შევნიშნე, ობლად რომ ამოსულიყო, გულის ფანცქალით ვკითხავდი «შენ ხომ არა ხარ სულიკო?!»                       | На кущі троянд я уздрів Квітку, повну чар красоти. Я питав її, я молив: «Суліко моя, де ж це ти?»                  | В терні я троянду знайшов, В самоті росла над струмком, З трепетом у серці підійшов: «Чи не ти моя Суліко?!» |
| სულგანაბული ბულბული ფოთლებში მიმალულიყო, მივეხმატკბილე ჩიტუნას «შენ ხომ არა ხარ სულიკო?!»                              | Соловей в гаях не співав, Скрився на гілках, між листи. Ніжно я його запитав: «Суліко моя, це не ти?»              | Соловей притих, не співав, Заховався десь за листком; Лагідно я пташку запитав: «Чи не ти моя Суліко?!»      |
| შეიფრთქიალა მგოსანმა, ყვავილს ნისკარტი შეახო, ჩაიკვნეს-ჩაიჭიკჭიკა, თითქოს სთქვა «დიახ, დიახო!»                         | Затремтів співець, цар ночей, І мені подав згоди знак, — Застогнав, заграв соловей, Наче відказав: «Так, о, так!»  | |
| ნიშნად თანხმობის კოკობი შეირხა … თავი დახარა, ცვარ-მარგალიტი ციური დაბლა ცრემლებად დაჰყარა.                            | За гойдався весь пишний цвіт І схилив чоло журно вниз, І перлини рос впали з віт, Як ясний струмок чистих сліз.    | |
| დაგვქათქათებდა ვარსკვლავი, სხივები გადმოსულიყო, მას შევეკითხე შეფრქვევით «შენ ხომ არა ხარ სულიყო?!»                    | В небесах зоря проплива, Сяй і блищить з висоти. Звів до неї ввись я слова: «Суліко моя, це не ти?»                | Промениста ясна зоря Засіяла в небі смерком, З почуттям звернувсь до зірки я: «Чи не ти моя Суліко?!»        |
| დასტური მომცა ციმციმით, სხივები გადმომაყარა და იმ დროს ყურში ჩურჩულით ნიავმაც ასე მახარა                               | І зоря в одвіт мерехтить, Шле до мене свій промінець, І в цю світлу мить, в щасну мить Шепонув мені вітерець:      | |
| «ეგ არის, რასაც ეძებდი, მორჩი და მოისვენეო! დღე დაიღამე აწ ტკბილად და ღამე გაითენეო!                                   | «Ти знайшов оте, що шукав. Нині відпочинь в тишині: Хай би лютий біль перестав, Хай би надійшли тихі дні!          | |
| სამად შექმნილა ის ერთი ვარსკვლავად, ბულბულ, ვარდადო, თქვენ ერთანეთი რადგანაც ამ ქვეყნად შეგიყვარდათო».                 | В золотій зорі, в солов'ї І в квітках троянд ти знайшов Образ дорогий, взір її – В них живе твій пал і любов!»     | Соловей, троянда, зоря – В них я свою милу знайшов, Бо на цьому світі в нас була Віддана гаряча любов.       |
| მენიშნა!.. აღარ დავეძებ საყვარლის კუბო-სამარეს, აღარც შევჩვი ქვეყანას, აღარ ვღვრი ცრემლებს მდუღარეს!                   | Знак я зрозумів; з тих хвилин Не блукаю більш між могил, Не клену життя марний плин, Не гублю в журбі власних сил. | |
| ბულბულს ყურს ვუგდებ, ვარდს ვყნოსავ, ვარსკვლავს შევყურებ ლხენითა და, რასაცა ვგრძნობ მე იმ დროს, ვერ გამომითქვამს ენითა! | Запахом троянд я п'янюсь, Слухаю пісень солов'я, В сяєво зорі задивлюсь, І життя земне славлю я.                   | |
| ისევ გამეხსნა სიცოცხლე, დღემდე რომ მწარედ კრულ იყო, ახლა კი ვიცი, სადაც ხარ სამგან გაქვს ბინა, სულიკო!                 | Силу для життя чую знов, Не клену його темний шлях, Бо пізнав тепер, де твій схов: Скрилась Суліко в трьох місцях. | |

Існують також переклади на російську, польську, румунську, англійську, німецьку, баскську, китайську[неавторитетне джерело], японську та іврит[неавторитетне джерело].

## Слід у культурі
«Суліко» була одною з улюблених пісень Йосипа Сталіна, її часто грали на тогочасному радіо. Вона відома на всій території колишнього Радянського Союзу та Східного блоку.
Дмитро Шостакович видозмінив мелодію цієї пісні і використав у своєму творі «Антиформалістичний райок». Він презентував цей музичний твір уже після смерті Сталіна.
«Суліко» була використана в радянському фільмі «Міміно» 1977 року.
Оперний ансамбль з Курессааре (Естонія) дав собі назву «Суліко».
У 2019 році професорка Тбіліського університету Ніно Попіашвілі видала книжку «Суліко мовами народів світу».

## Виконання
Існує чимало переспівів цього відомого мотиву. Ось деякі з них.
- Basiani — Suliko на YouTube
- Чоловічий квінтет хору імені Г. Верьовки — Суліко на YouTube
- «Суліко» українською мовою! на YouTube
- Trio Mandili — Suliko на YouTube
- Хор Національної оперети України заспівав «Суліко» онлайн на YouTube
- Сёстры Ишхнели Сулико на YouTube
- BYU Singers: Suliko --Traditional; arr. Brent Wells на YouTube
- Suliko на YouTube